# علي جنبلاد باشا
علي جنبلاد باشا (بالتركية: Canbolatoğlu Ali Paşa) توفي في 1 مارس 1610 كان زعيمًا قبليًا كرديًا من كيليس وحاكمًا عثمانيًا متمردًا لحلب كان يتمتع بالسيادة العملية على سوريا في ق. 1606–1607. بدأ تمرده للانتقام من إعدام عمه حسين بن جنبلاد على يد القائد جيجازاده سنان باشا عام 1605، واكتسب رواجًا بين القبائل الكردية والتركمانية والعربية في شمال سوريا وتوسعت لتشمل الحكام والزعماء السوريين المحليين، وأبرزهم فخر الدين. معن من جبل لبنان وعدوه السابق يوسف سيفا باشا من طرابلس. شكل علي تحالفًا عسكريًا سريًا مع دوق توسكانا الأكبر، فرديناند الأول، بهدف واضح هو التدمير المشترك للإمبراطورية العثمانية وتأسيس عائلة جنبولاد كحكام لسوريا.
علاقات علي المزدهرة مع العديد من قادة ثورة سيلالي، الذين امتد نفوذهم إلى وسط الأناضول وكيليقيا وجزء من بلاد ما بين النهرين، شكلت تهديدًا كبيرًا للإمبراطورية في الوقت الذي كانت فيه في حالة حرب مع النمسا والمجر في الغرب وإيران الصفوية في الشرق. دفع احتمال حدوث تمرد واسع النطاق مدعوم من الخارج في قلب الأراضي العثمانية الصدر الأعظم كويوكو مراد باشا إلى إطلاق حملة ضد علي. حافظ الأخير علنًا على ولائه للسلطان أحمد الأول طوال تمرده وتم إضفاء الطابع الرسمي على سيطرته العملية على حلب بتعيينه بيلربي في سبتمبر 1606. كانت حملة مراد باشا ضد علي موجهة ظاهريًا ضد الصفويين لتجنب تعبئة علي. أدرك الأخير أنه كان هدفًا للصدر الأعظم فقط عندما هزم جيش مراد باشا حلفائه في سيلالي في قيليقية واقترب من مناطقه في شمال سوريا. قام جيش الصدر الأعظم المكون من قوات الروملي والأناضول بهزيمة وإعدام جماعي لسيكبان المتمردين (الفرسان) التابعين لعلي في وادي أميك في أكتوبر 1607، لكن علي هرب، أولاً إلى حلب ثم إلى وادي الفرات. ومن خلال وساطة عمه حيدر بن جنبلاد وممثلين آخرين، أصدر السلطان عفواً عنه في عام 1608 وعين بيلربي على تيميشوار بعد عدة أشهر. أجبرته المكائد التي قامت بها النخب المحلية والإنكشارية هناك على اللجوء إلى بلغراد في أبريل 1609. أمر مراد باشا باعتقاله هناك في الصيف وتم إعدامه في مارس 1610.

## الخلفية العائلية

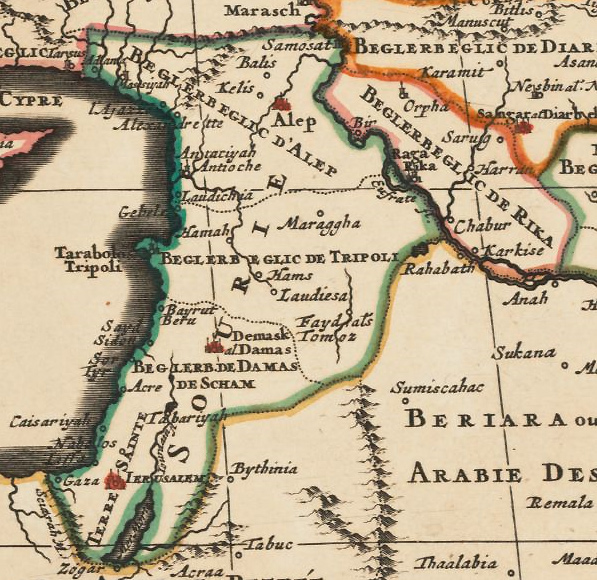
خريطة سوريا العثمانية (بالفرنسية) ق. 1600، تظهر إيالات حلب وطرابلس ودمشق

كان علي حفيد جنبلاد بن قاسم الكردي (ت 1572)، سنجق باي (حاكم منطقة) كلس، جزء من إيالة حلب. قمع جنبلاد قطاع الطرق في المنطقة وشارك في الغزو العثماني لقبرص عام 1571 خلال الحرب مع البندقية (1570-1573). كان ينتمي إلى عائلة من زعماء القبائل الكردية المتمركزة في منطقة كورد داغ (جبال الأكراد) غرب كلس وحلب. يُترجم اسم العائلة جنبولاد من اللغة الكردية إلى "الروح الفولاذية". كانت مكافأة جنبلاد وعائلته على إنجازاتهم العسكرية مناصب حاكمة وراثية لسنجق كلس ومعرة. وفقًا للمؤرخ ويليام جريسوولد، كانت التعيينات الوراثية في المناصب الاستراتيجية والمربحة عسكريًا "سخية وتمثل احترامًا كبيرًا" من قبل الباب العالي (الحكومة الإمبراطورية العثمانية في القسطنطينية) لجنبلاد. قام ببناء مسجد سني واحد على الأقل في كلس عام 1562 قبل توليه منصب الحاكم، وقام هو أو أحد أفراد عائلته ببناء حمام في المدينة.
بعد وفاة جنبلاد انتقلت أراضيه إلى ولديه حسين وحبيب. الابن الثالث أحمد هو والد علي. كان الحسين سيباهي (رجل فرسان إقطاعي) في دمشق ورث إمارة كلس القبلية، والتي تقاسمها بالتناوب مع حبيب. شارك في الحملات العثمانية عام 1578 ضد الصفويين في جورجيا وشرق الأناضول. وبعد ثلاث سنوات عين بكلربك (حاكم محافظة) لإيالة حلب، وهو أول كردي يصل إلى رتبة بيلربي في التاريخ العثماني وأول محلي يعين والياً على حلب. في عام 1585 كان قائدًا ملازمًا للصدر الأعظم سنان باشا أثناء السيطرة على يريفان من الشاه الصفوي محمد خوداباندا. من المحتمل أن الحسين عانى خلال فترة ولايته ضد المنافسين الذين يسعون إلى المنصب والديون المتراكمة. بعد وقت قصير من يريفان، طرد الباب العالي حسين وحبيب من منصبيهما في كيليس والمعرة لأسباب غير واضحة، وأعادوا السيطرة على كيليس إلى كردي معين، ديف سليمان. قامت السلطات بسجن حسين في حلب وباعت أصوله بسعر زهيد لسداد ديونه وتقليل قوته.
عند إطلاق سراحه، عاد الحسين إلى كيليس وقام مع فرسانه بطرد ديف سليمان واستعاد أراضيه الوراثية السابقة. بحلول عام 1600، كان قد اكتسب ثروة ونفوذًا كبيرًا لدى الباب العالي، وجيشًا مدربًا جيدًا ويحصل على تعويضات جيدة من السكبان، بالإضافة إلى رجال القبائل الأكراد والتركمان والقبائل العربية من شمال سوريا. أعيد تعيين الحسين على حلب في يوليو 1604. وكانت حلب مدينة ثرية بشكل خاص، وبلغت إيرادات محافظتها حوالي 3.6 مليون آكس. بعد حوالي عام تم إعدام الحسين في وان بأمر من الجنرال جيجالازاد سنان باشا لرفضه الانضمام إلى الحملة ضد الصفويين.

## تمرد

### السيطرة على سوريا

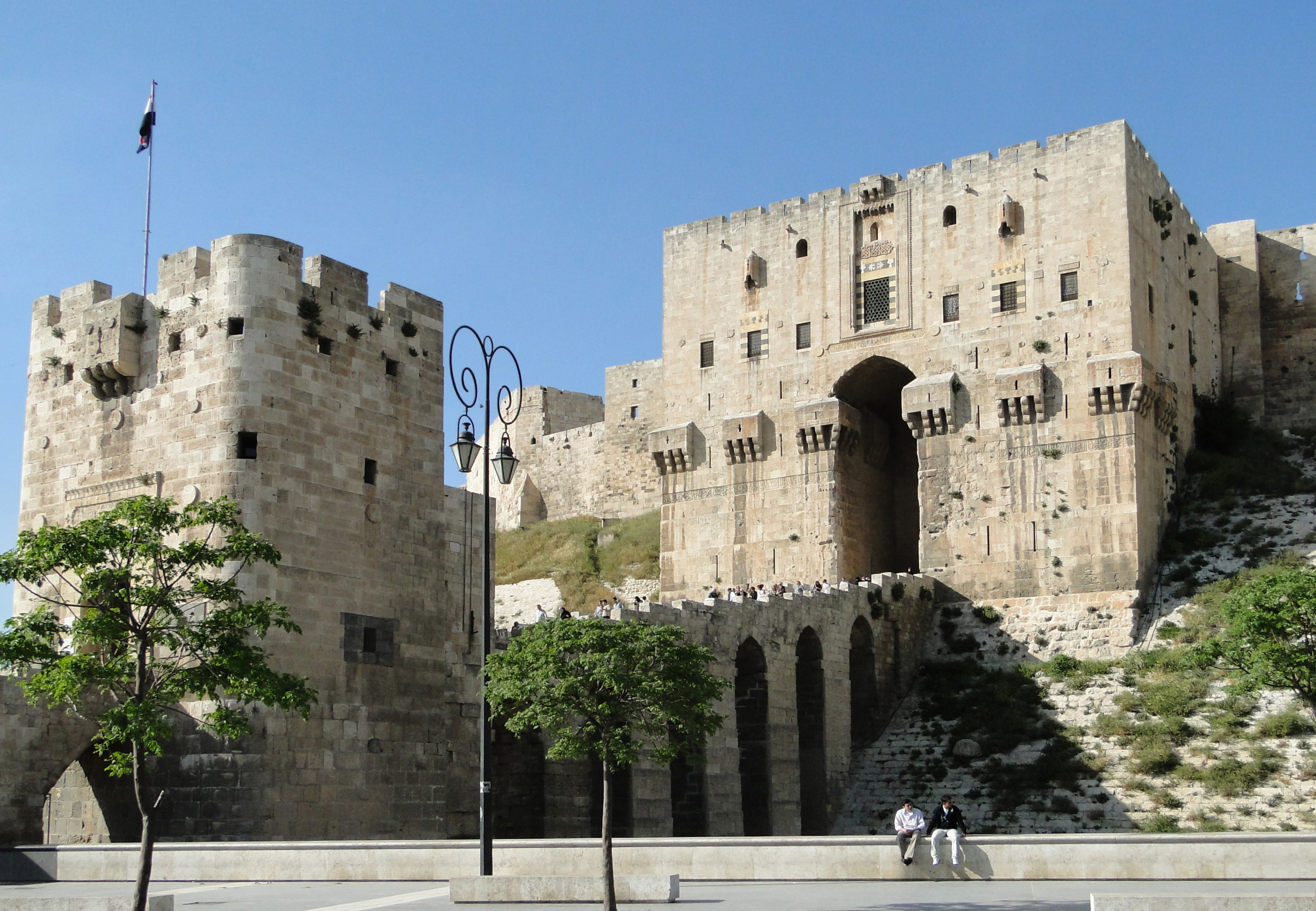
قلعة حلب

كان علي بمثابة البديل لعمه الحسين بينما كان الأخير يقاتل على الجبهة الصفوية. لقد اكتسب بالفعل سمعة طيبة في جميع أنحاء سوريا باعتباره "قائدًا متمرسًا ورجلًا قادرًا وكريمًا" وفقًا لجريسوولد. لقد بدأ تمرده ضد السلطات العثمانية بشكل صريح كمحاولة للانتقام لعمه، الذي أعلن أنه أُعدم ظلما؛ وأصر على أنه لم يكن يثور ضد السلطان، بل كان يقاتل كأحد الرعايا المخلصين ضد مستشاري السلطان ووزراءه - وليس أقلهم جيغالزاد سنان باشا - الذين اتهمهم بشكل جماعي بالظلم. وقد اكتسبت قضيته للانتقام شهرة واسعة بين أقاربه من القبائل الكردية وبشكل عام في جميع أنحاء سوريا. انخرط في صراع دام ستة أشهر ضد المعارضين المحليين في شمال سوريا وأصبح القوة غير الرسمية في حلب. في مايو 1606، قدم طلبًا رسميًا إلى الحكومة الإمبراطورية لحكم حلب ومنصب وزير في القسطنطينية وتعهد بإرسال 10000 جندي للحملة العثمانية ضد الصفويين.
استجاب الباب العالي لأنشطة علي من خلال تشجيع وتقديم المساعدة إلى بيليربي طرابلس، يوسف سيفا، وهو خصم طبيعي لعلي. ونتيجة لذلك، شعر يوسف، وهو زعيم قبلي كردي يتمتع بقاعدة سلطة محلية في محافظته ومسؤول عثماني محترف، بفرصة مزدوجة: يمكنه تحييد الجنبولاد، الذين كان يخشى هيمنتهم، وفي هذه العملية يكتسب هيبة كبيرة لدى السلطان قمع علي دون تدخل مكلف من الجيش الإمبراطوري. وافق الباب العالي على طلب يوسف لرئاسة حملة ضد علي وقام بترقيته إلى سردار (القائد الأعلى) لدمشق. في معركة قصيرة بالقرب من حماة في 24 يوليو، هزم علي قوات يوسف، التي ضمت جيوش طرابلس ودمشق وحماة، وأدى إلى فرار يوسف. بينما هرب يوسف إلى طرابلس، انضم الجزء الأكبر من حلفائه إلى علي، الذي كافأهم ماليًا لضمان ولائهم. وشرع في نهب ريف طرابلس. لتدمير نفوذ يوسف المتبقي في سوريا، شكل علي تحالفًا مع فخر الدين معن، زعيم درزي في جبل لبنان وسنجق باي صيدا-بيروت وصفد، الذي كان صهر يوسف ومنافسه الرئيسي. أحد قادة إنكشارية دمشق، كيوان بن عبد الله، الذي يسعى إلى تقويض قائد دمشقي منافس، شجع فخر الدين على قبول توسل علي.
التقى علي وفخر الدين في شمال شرق وادي البقاع، عند منبع نهر العاصي، ووضعوا خططًا للقبض على يوسف أو قتله. كان هدفهم الأول هو طرابلس، المصدر الرئيسي لثروة يوسف وقوته، والتي أرسل علي ضدها ابن عمه الأول درويش بن حبيب، الذي استولى على المدينة. على الرغم من أن الدراويش استولى على الأشياء الثمينة المخزنة في القلعة الداخلية لقلعة طرابلس، إلا أن علي منع نهب المدينة في محاولة ليثبت لسكانها أن حكمه سيكون معتدلاً وسخيًا. وانضم أمراء وشيوخ طرابلس الصغار ومناطقها النائية إلى علي الذي تضخمت قواته إلى حوالي 60 ألف مقاتل. كان يوسف قد هرب إلى دمشق حيث قام بتشكيل جيش من حامياتها الإمبراطورية. في مطاردتهم ليوسف، استولى علي وفخر الدين على بعلبك، مقر زعيم مسلم شيعي قوي محليًا وحليف قديم ليوسف، موسى الحرفوش [الإنجليزية]. لقد أبقوا موسى بحذر إلى جانبهم، وأرسلوه للضغط على الفصائل العسكرية في دمشق للتخلي عن يوسف، لكنهم أجبروه على التنحي من زعامته لصالح قريبه يونس الحرفوش. وتقدموا جنوباً عبر وادي البقاع وقاموا بتجنيد أحمد من عشيرة الشهاب المتمركزة في وادي التيم. وحافظ فخر الدين على سيطرته على موانئ عكا وحيفا وقيصرية على البحر الأبيض المتوسط.
مع سيطرة شمال ووسط سوريا، طالب علي من بيلربي دمشق، السيد محمد باشا، بالسيطرة على مناطق معينة من إيالة السيد محمد تحت حكم علي وحلفائه: سعى للحصول على حوران لعمرو البدوي، رئيس قبيلة المفارجة البدوية في جبل عجلون، جنوب وادي البقاع إلى زعيم البدو منصور بن بكري فريخ، وإعادة كيوان بن عبد الله إلى منصبه الإنكشاري- تم رفض جميع طلبات علي، على الرغم من أنه أظهر لحلفائه في جنوب سوريا الأمراء وزعماء القبائل فوائد حكمه. في هذه الأثناء، أصدر علي أعذارًا لفشله في تحويل الضرائب واستمر في تأكيد ولائه علنًا للسلطان العثماني، الذي أرسلت حكومته، غير القادرة في ذلك الوقت على كبح جماح سلطة علي، مبعوثًا اسمه محمد آغا مع العفو عن علي. ربما يكون الزعيم الكردي قد فسر العفو على أنه تصريح إمبراطوري لمواصلة تمرده في سوريا. على الرغم من أن السيطرة على دمشق ستضمن تفوقه في المنطقة السورية، إلا أن علي كان مدركًا لبعد المدينة عن قاعدة سلطته في حلب وأهميتها بالنسبة للباب العالي باعتبارها نقطة التنظيم الرئيسية للإمبراطورية لقافلة الحج السنوية إلى مكة. على هذا النحو، بدلاً من شن هجوم واسع النطاق، قرر الضغط على المدينة لتسليم يوسف له. وإدراكاً للانقسامات الداخلية بين الفصائل العسكرية العثمانية في دمشق، حاصر علي وفخر الدين المدينة. حدثت مناوشة في 30 سبتمبر 1606، وتفوق فيها على الدمشقيين. وتراجعت القوات المهزومة خلف أسوار المدينة رافضة تسليم يوسف. أمر علي بنهب ضواحي المدينة لمدة ثلاثة أيام. ولتجنب أن تواجه دمشق نفس المصير، قام يوسف والسلطات الدمشقية بقيادة القاضي (رئيس القضاة) والتجار المحليين برشوة علي بمبلغ 125 ألف قرش ذهبي للانسحاب. وافق علي وفتح دمشق أمام التجارة الحرة مع التجار الأجانب.
في هذه الأثناء، هرب يوسف ولجأ إلى حصن الأكراد (قلعة الحصن) بالقرب من حمص. اتجه علي وفخر الدين شمالًا لمحاصرته، مما أجبر يوسف على طلب السلام. شكل الزعماء الثلاثة تحالفًا مختومًا بالعلاقات الزوجية. لقد فرضو معًا السيطرة المطلقة على سوريا، وكان علي هو الأقوى بين الثلاثة. ومع ذلك، فإن سيادة علي على إيالات حلب وطرابلس ودمشق كانت تعتمد على سيطرته على الأمراء السوريين. بالقرب من قاعدة سلطته الإقليمية، كان علي يتمتع بالولاء المطلق لعشيرة جنبلاد، يليها البايات القبليون الأكراد والعرب الرحل في كلس وأعزاز. مع احتمال نشوب حرب أهلية واسعة النطاق في الأناضول وفي مواجهة سيطرة علي العملية على سوريا، وافق الباب العالي على طلبه لتولي منصب حاكم حلب، وعينه في سبتمبر. تم تجاهل طلبه للحصول على وزير. أعلن علي عمليًا سيادته من خلال خطبة صلاة الجمعة باسمه، ومن المحتمل أن يسك العملات المعدنية أيضًا.